# Wurster Nordseeküste
Wurster Nordseeküste es un municipio situado en el distrito de Cuxhaven, en el estado federado de Baja Sajonia (Alemania). Su población a finales de 2016 era de unos 17 000 habitantes y su densidad poblacional, 93 hab/km².
Se encuentra ubicado a poca distancia al norte de la ciudad de Bremen, al sur del mar del Norte.